# Hymeniacidon flaccida
Hymeniacidon flaccida är en svampdjursart som beskrevs av Gustavo Pulitzer-Finali 1996. Hymeniacidon flaccida ingår i släktet Hymeniacidon och familjen Halichondriidae.
Artens utbredningsområde är havet utanför Papua Nya Guinea. Inga underarter finns listade i Catalogue of Life.